# Yakuza 5
Yakuza 5 (龍が如く5 夢、叶えし者, Ryū ga Gotoku 5: Yume, Kanaeshi Mono, lit. "Como um Dragão 5: Realizador de Sonhos") é um jogo eletrônico de ação e aventura desenvolvido pelo Ryu Ga Gotoku Studio e publicado pela Sega para PlayStation 3 em 2012. Quinto jogo principal da série Yakuza, ele foi lançado no Japão em 5 de dezembro de 2012 e na América do Norte, Europa e Austrália como um download da PlayStation Store em 8 de dezembro de 2015. Uma versão remasterizada com melhoras de resolução e taxa de quadros foi lançada para PlayStation 4 em 20 de junho de 2019 no Japão e em 11 de fevereiro de 2020 no resto do mundo, também como parte da Yakuza Remastered Collection. Versões para Microsoft Windows e Xbox One em 28 de janeiro de 2021.
O jogo foi criado em um novo motor de jogo, ao contrários dos jogos anteriores, que estavam reutilizando o mesmo motor desde o spin-off Ryū ga Gotoku Kenzan!. Pela primeira vez na série, o jogo inclui cinco locações através do Japão, bem como cinco personagens jogávels. Yakuza 5 foi seguido pelo spin-off Ryū ga Gotoku Ishin! em 2014 e por uma prequela da série, Yakuza 0, em 2015.

## Jogabilidade
A jogabilidade é relativamente similar à dos jogos anteriores da série, com poucas mudanças. Assim como nos jogos anteriores, a jogabilidade é dividida entre dois componentes: Modo Aventura e Modo Combate. O Modo Aventura permite que jogadores explorem diferentes áreas e participem de atividades secundárias incluindo minijogos e jogos retrô como Virtua Fighter 2 e Taiko No Tatsujin. As cidades também são bem maiores que em jogos anteriores, oferecendo mais áreas para explorar. A mudança entre o Modo Aventura e o Modo Combate do jogo também é supostamente mais suave do que em seus predecessores, que envolviam uma transição quando o jogador encontrava inimigos no Modo Aventura. Os controles do jogo também foram melhorados "drasticamente", bem como a velocidade do Modo Combate do jogo. Todas essas mudanças são derivadas da mudança de motor de jogo, substituindo o anterior que era usado desde Ryū ga Gotoku Kenzan!.

## Desenvolvimento
O desenvolvimento de Yakuza 5 durou o dobro do tempo do desenvolvimento dos jogos anteriores da franquia, que geralmente tinham um ciclo de desenvolvimento de um ano. O jogo foi desenvolvido quase como um reboot da franquia, chamado de "Novo Yakuza" pelos desenvolvedores, com o objetivo de ter um dos melhores roteiros e cenários da história da série. O jogo foi visto como um novo começo para os desenvolvedores, que trataram Yakuza: Dead Souls como o fim de tudo desenvolvido até aquele ponto.

### Locação

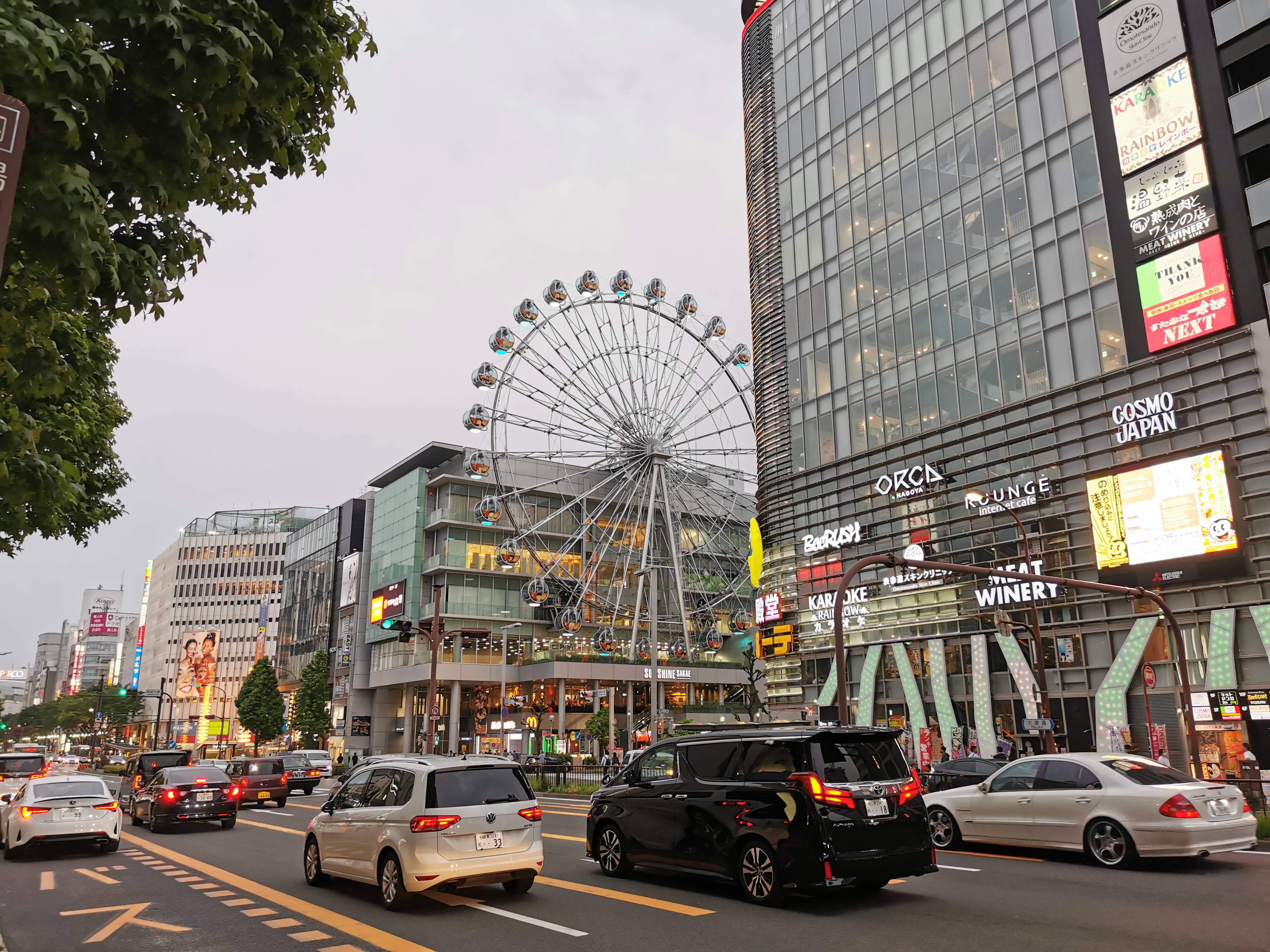
Kineicho, uma das cinco cidades em Yakuza 5, é baseada no distrito de Sakae (na foto), da cidade de Nagoia

Pela primeira vez na série, o jogo inclui cinco locações diferentes no Japão. A primeira, presente desde o primeiro jogo da série, é Kamurocho, uma recriação realista do distrito de luz vermelha Kabukichō, de Tóquio. A segunda, retornando depois de sua primeira aparição em Yakuza 2, é Sōtenbori, um distrito fictício de Osaka baseado em Dōtonbori. Além dessas duas cidades já familiares à franquia Yakuza, o jogo apresenta outras três: Nagasugai, baseada no distrito Nakasu de Fukuoka; Tsukimino, baseada no distrito Susukino de Sapporo; e Kin'eicho, baseada na área de Sakae em Nagoia. De acordo com o diretor geral Toshihiro Nagoshi e o produtor e escritor Masayoshi Yokoyama, esse jogos seria como o "San Andreas" da série Yakuza, uma "expansão massiva do conceito fundamental que leva a franquia a novas alturas."

### Personagens
O jogo conta com cinco protagonistas, o segundo maior número de personagens principais, batendo o recorde de quatro protagonistas de Yakuza 4, mas ficando atrás dos sete personagens principais de Yakuza: Like a Dragon, de 2020. O jogo inclui o protagonista da série, Kazuma Kiryu, personagem principal desde o Yakuza original. Dois protagonistas retornam de Yakuza 4, sendo eles Shun Akiyama e Taiga Saejima. Uma nova protagonista é Haruka Sawamura, personagem recorrente da série desde o primeiro jogo. Apesar de sempre ter sido parte integral da história, ela nunca tinha sido jogável antes desse jogo. Por último está Tatsuo Shinada, um novo personagem à série Yakuza.
Todos os personagens presentes em Yakuza 4 mantiveram os mesmos dubladores em Yakuza 5. O novo personagem e protagonista, Tatsuo Shinada, é dublado por Toshiyuki Morikawa.

## Recepção
Yakuza 5 recebeu análises geralmente positivas em territórios ocidentais, recebendo aclamação crítica no Japão. Ele tem uma nota agregada de 83 de 100 no agregador de críticas Metacritic. O jogo recebeu uma nota perfeita de 40 de 40 da revista especializada japonesa Famitsu. O site espanhol HobbyConsolas o considerou "um dos melhores jogos da história do PS3" e "uma incomparável obra de arte que tem tudo: cinco personagens principais, cinco cidades, um roteiro interessante, um monte de missões, um ótimo sistema de combate." A Hardcore Gamer chamou o jogo de "um dos melhores jogos da última geração."
A IGN Itália disse que o jogo é "fundamentalmente cheio da cultura japonesa e interessante em suas múltiplas tramas." A GameSpot elogiou suas "tramas cativantes," "grande variedade de minijogos," locais "vivos com montes de atividades e distrações," "combate potente," e disse que seu capítulo sobre ídolos pop é "uma surpresa bem-vinda," mas disse que as "mecânicas do combate mostram sua idade." A GameSpot também gostou da forma como o jogo lidou com a história de Haruka, tendo amadurecido desde sua primeira aparição, mesmo que as críticas sobre sua carreira tenham sido mistas. A HobbyConsolas disse que, apesar de ídolos talvez não serem interessantes para jogadores ocidentais, Haruka ainda assim ofereceu mais variedade ao jogo.
A Destructoid criticou o combate antiquado e a "fixação bizarra em convencer sobre um tema abrangente de 'sonhos' até o ponto de autoparódia," mas recomendou fortemente o jogo, dizendo que ele é "maior do que a soma de suas partes." A GamesRadar+ concordou com a crítica sobre o combate, o chamando de "inflexível", mas elogiou a quantidade de atividades e uma simulação da vida japonesa "absurdamente detalhada." O RPGamer, por sua vez, criticou os sons e música reciclados do jogo anterior e afirmou que a localização parecia "um pouco apressada." Entretanto, o site ainda recomendou o jogo, especialmente por sua história "cativante".
Yakuza 5 vendeu 590.000 cópias no Japão até abril de 2013. A versão remasterizada para PlayStation 4 vendeu aproximadamente 21.047 unidades físicas durante sua semana de lançamento, se tornando o segundo jogo mais vendido naquele semana para qualquer console.

## Lançamentos
Yakuza 5 foi lançado pela primeira vez para PlayStation 3 no Japão em 6 de dezembro de 2012, e na América do Norte, Europa e Austrália de forma exclusivamente digital em 8 de dezembro de 2015. Em 5 de dezembro de 2013, o jogo foi relançado no Japão como parte da coleção The Best para PlayStation 3.

### Yakuza 5 Remastered
Uma versão remasterizada de Yakuza 5 com melhoras de resolução e taxa de quadros foi lançada para PlayStation 4 em 20 de junho de 2019 no Japão e em 11 de fevereiro de 2020 no resto do mundo, também como parte da Yakuza Remastered Collection, onde é vendido em um pacote com as versões remasterizadas de Yakuza 3 e Yakuza 4.
Em 28 de janeiro de 2021, Yakuza 5 Remastered foi lançado para Microsoft Windows e Xbox One por meio da Yakuza Remastered Collection.